# إيلين همر
إيلين همر (بالإنجليزية: Ellen Hammer)‏ هي مؤرخة أمريكية، ولدت في 17 سبتمبر 1921، وتوفيت في 28 يناير 2001.